# Данилюк Роман Тарасович
Данилюк Роман Тарасович (нар. 7 березня 1993) — український легкоатлет-паралімпієць, заслужений майстер спорту України з легкої атлетики. Член збірної команди України з легкої атлетики серед спортсменів з вадами зору. Чемпіон та рекордсмен світу (м. Катар) 2015 року у штовханні ядра з результатом 16,64 м. Бронзовий призер XV Літніх Паралімпійських ігор 2016 року у Ріо-де-Жанейро. Срібний призер чемпіонату світу (м. Лондон) 2017 року. Чемпіон Європи (м. Берлін) 2018 року. Чемпіон світу (м. Дубай) 2019 року у штовханні ядра, встановив новий світовий рекорд 16,69 м. Чемпіон України 2015—2020років.

## Життєпис
Роман Данилюк народився 7 березня 1993 року. Закінчив Кременчуцький коледж національного університету імені Михайла Остроградського (молодший спеціаліст «Правознавство»), 
Кременчуцький національний університет імені Михайла Остроградського (бакалавр «Правознавство»),
Східноєвропейський університет імені Рауфа Аблязова (магістр «Фінанси, банківська справа та страхування»),
Східноєвропейський університет імені Рауфа Аблязова (магістр «Право»)

## Спортивна кар'єра

### Чемпіонат світу 2015
- Золота нагорода чемпіонату світу м. Доха 2015 року, рекорд світу 16м64см

### Паралімпійські ігри 2016
- Бронзова нагорода XV Літніх Паралімпійських іграх 2016 року у Ріо-де-Жанейро у штовханні ядра у паралімпійському класі F12 (ходячі спортсмени). Результат: 15,94 м.

### Чемпіонат світу 2017
Срібло чемпіонату світу м. Лондон 2017 року

### Чемпіонат Європи 2018
Золото чемпіонату Європи м. Берлін 2018 року

### Чемпіонат світу 2019
На Чемпіонат світу з легкої атлетики, що відбувався 2019 року з 7 по 15 листопада у Дубаї (Об'єднані Арабські Емірати) завоював золоту нагороду. Роман штовхнув ядро на 16,69 м та встановив рекорд світу та Європи. Тим самим покращивши попередній рекорд світу, встановлений ним у 2015 році.

### Міжнародний турнір Туніс 2021
Золото штовхання ядра і золото метання диска

### Чемпіонат Європи 2021
Срібло чемпіонату Європи м. Бидгощ 2021

### Паралімпійські ігри 2020 (2021)
Срібло Паралімпійських Ігор м. Токіо 2020 (2021)

### Міжнародний турнір Fazza International Championships 2023
Срібло штовхання ядра (17,03 м)

### Чемпіонат світу 2023
Золото чемпіонату світу м.Париж 2023 (16,73 м)

## Відзнаки та нагороди
- Орден «За заслуги» III ст. (4 жовтня 2016) — За досягнення високих спортивних результатів на XV літніх Паралімпійських іграх 2016 року в місті Ріо-де-Жанейро (Федеративна Республіка Бразилія), виявлені мужність, самовідданість та волю до перемоги, утвердження міжнародного авторитету України[2]

- 16 листопада 2017 року міський голова Анатолій Бондаренко нагородив пам'ятним знаком міської ради «За заслуги перед містом Черкаси» ІІ ступеня [3]

- 2019 рік Лебедцов Борис Борисович  перший заступник голови Черкаської обласної державної адміністрації нагородив Почесною грамотою Черкаської обласної державної адміністрації і обласної ради та нагрудним знаком до неї «Почесна Грамота облдержадміністрації і обласної ради»

- Орден «За заслуги» II ст. (16 вересня 2021) — За значний особистий внесок у розвиток паралімпійського руху, досягнення високих спортивних результатів на XVI літніх Паралімпійських іграх у місті Токіо (Японія), виявлені самовідданість та волю до перемоги, утвердження міжнародного авторитету України[4]

- В 2023 році нагороджений головою Черкаської військової адміністрації Табурцем Ігорем Івановичем та головою Черкаської обласної ради Підгорним Анатолієм Вікторовичем - відзнакою «За заслуги перед Черкащиною» [5]